# Paavo Kortekangas
Paavo Yrjö Antero Kortekangas (* 4. November 1930 in Lapinlahti, Finnland; † 21. Juli 2013 in Tampere, Finnland) war ein finnischer Theologe und lutherischer Bischof. Er war zuerst von 1975 bis 1981 Bischof des Bistums Kuopio und danach bis 1996 des Bistums Tampere.
Kortekangas legte 1952 das theologische und 1955 das philosophische Kandidatenexamen ab. 1965 wurde er Lizenziat der Theologie und später im selben Jahr Doktor. Er arbeitete in 1950er und 1960er Jahren als Gemeindepfarrer in Kurikka, Seinäjoki und Kauhajoki und als Psychologie-, Philosophie und Religionslehrer an verschiedenen Schulen. Von 1966 bis 1970 war er Leiter und Forscher in der Forschungsanstalt der Finnischen Evangelisch-Lutherischen Kirche. Gleichzeitig war Kortekangas von 1967 als Forscher und Lehrer an der Universität Helsinki tätig, und von 1970, bis er 1975 zum Bischof geweiht wurde, war er auch Professor für moderne Kirchengeschichte und Kirchensoziologie.
Sein Sohn Olli Kortekangas ist als Komponist bekannt geworden.